# Шалксмиле
Шалксмиле (њем. Schalksmühle) општина је у њемачкој савезној држави Северна Рајна-Вестфалија. Једно је од 15 општинских средишта округа Меркиш. Према процјени из 2010. у општини је живјело 11.424 становника. Посједује регионалну шифру (AGS) 5962056, NUTS (DEA58) и LOCODE (DE SME) код.

## Географски и демографски подаци
Шалксмиле се налази у савезној држави Северна Рајна-Вестфалија у округу Меркиш. Општина се налази на надморској висини од 250 метара. Површина општине износи 38,2 km². У самом мјесту је, према процјени из 2010. године, живјело 11.424 становника. Просјечна густина становништва износи 299 становника/km².

## Међународна сарадња
| Мјесто  | Држава               | Врста сарадње | Од    |
| ------- | -------------------- | ------------- | ----- |
| Вонсбек | Уједињено Краљевство | партнерство   | 1971. |
| Извор   |                      |               |       |